# Стад Ахмаду Ахиджо
«Ахмаду Ахиджо» — многофункциональный стадион в Яунде, Камерун. Назван в честь бывшего Президента Камеруна, Ахмаду Ахиджо. На стадионе проводятся турниры по регби, футболу. Был построен в 1972 году. В 2016 году стадион прошел серьёзную реконструкцию, в преддверии «Женского Кубка Африканских Наций». Вместимость арены составляет 40000 мест. Стадион является домашней ареной для футбольных клубов Канон Яунде и Тоннер Яунде, а также является домашней ареной Сборной Камеруна по футболу.